# James Parkinson
James Parkinson FGS (ur. 11 kwietnia 1755 w Londynie, zm. 21 grudnia 1824 tamże) – angielski chirurg, aptekarz, geolog, paleontolog i działacz polityczny. Znany ze swojej pracy An Essay on the Shaking Palsy (1817), w której po raz pierwszy opisał objawy drżączki poraźnej, nazwanej później chorobą Parkinsona przez Jeana-Martina Charcota.

## Życiorys

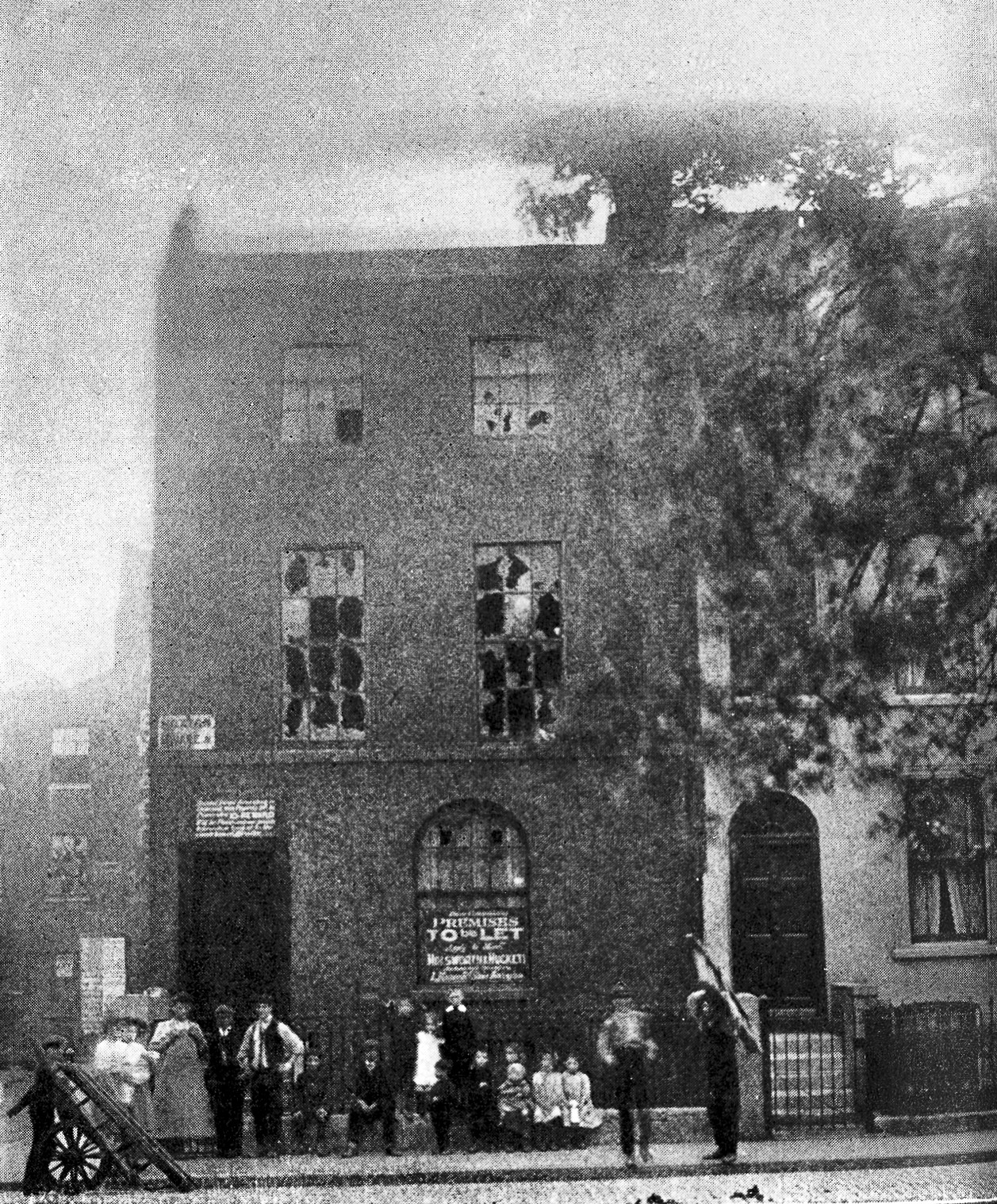
Dom i biuro Parkinsona na ulicy 1 Hoxton Square (ok. 1912)

James Parkinson urodził się 11 kwietnia 1755 w Shoreditch w Londynie w Anglii. Był synem Johna Parkinsona, aptekarza i praktykującego chirurga w Hoxton Square w Londynie, jako najstarszy z pięciorga rodzeństwa, wliczając jego brata Williama i siostrę Marę Sedgwick. W 1784 Parkinson został zaprzysiężony na chirurga przez City of London Corporation.
21 maja 1783, ożenił się z Mary Dale, z którą miał ośmioro dzieci – dwójka z nich nie przeżyła. Wkrótce po ślubie Parkinson zastąpił ojca w swojej praktyce na 1 Hoxton Square.
Jako pierwszy w 1817 roku opisał objawy drżączki poraźnej (łac. Paralysis agitans) w pracy Essay on the Shaking Palsy. Na jego cześć choroba ta została później nazwana chorobą Parkinsona.
Co roku w rocznicę urodzin Jamesa Parkinsona obchodzony jest Światowy Dzień Choroby Parkinsona.